# Arenal (kommun i Honduras)
Arenal är en kommun i Honduras.   Den ligger i departementet Departamento de Yoro, i den centrala delen av landet, 150 kilometer norr om huvudstaden Tegucigalpa. Antalet invånare är 4 806.